# 葉在均
叶在均（1885年—1951年）字乃崇，福州闽侯人。中华民国法学家、法官。

## 生平
叶在均早年毕业于京师法政学堂。曾任京师地方审判厅庭长，京师高等审判厅推事。1928年2月26日至1929年9月任南京国民政府最高法院推事。1930年至1932年6月4日任最高法院庭长，并担任宪兵司令谷正伦的高级法律顾问。1949年3月30日，任司法院大法官会议大法官。后来赴台湾，仍任第一届大法官会议大法官。
民國四十年（1951年），叶在均病逝。